# 雨森氏
雨森氏（あめのもりし）は、日本の氏族。家紋は橘、幕紋は蛇の目。

## 北近江雨森氏
藤原高藤の末裔、藤原高良の三男良高を祖とする。磯野氏、赤尾氏、井口氏とあわせて湖北の四家として知られ、室町時代初頭には足利義満の命で後小松天皇の武者所となる。京極氏が守護職として赴任すると、これに仕えるようになった。その後、室町時代後期から戦国時代には近江浅井氏に従う。浅井家にあって、雨森清貞は海北綱親、赤尾清綱とあわせて海赤雨の三将と呼ばれた。浅井氏滅亡後は各地に離散している。良高の末裔には、「雨森芳州家」、「出雲雨森氏」、「土佐雨森氏」、「雨森良意家」などがある。
雨森芳洲家（対馬藩）
朱子学者、木門十哲の一人、雨森芳洲が出た家。朱子学者であった芳州は朝鮮ひいきであったため、望んで朝鮮半島の窓口である対馬藩の側用人となった。
出雲雨森氏（松江藩）
浅井家滅亡後に、出雲国を領した松平家に仕えた家。
土佐雨森氏（土佐藩）
浅井家滅亡後に、土佐山内家に仕えた家。
土佐山内藩での雨森家の祖は雨森氏康（九太夫）で、雨森三左衛門良治から13代の良友3男の菊若の末であるとされる。元は石田三成に仕えていたが主家が改易となり、山内一豊の土佐入国（1600年）の大幅加増に当たり家臣増強の措置が採られた際、弟の山内康豊の推薦で採用され入国した（600石、旗奉公）。大坂の陣にも参戦した。島原の乱で土佐藩を代表して陣頭指揮したが、敵弾を受け重傷し、土佐に送還中柏島沖で戦傷死した。柏島、高知市薫的神社裏に墓地が残る。
氏康の孫（3兄弟）の時、氏春（2男）氏行（3男）の2家に分割され、両家は相互交流をしながら、土佐で明治時代まで続いた。
山田去暦の娘が、氏康の分家の祖の雨森氏行（儀右衛門）に嫁したが、その”おあん”（御庵。隠居の尼だった当人の綽名）の語る内容を記録したものである『おあむ物語』は、戦国時代の記録として著名である。また幕末土佐藩・迅衝隊の山田平左衛門は山田去暦の子孫である。
雨森良意家（京師）
雨森良意を屋号とする医家。元は御所の御殿医であったが、良意の開発した無二膏の評判があまりにも高く、その製造に注力するため、御殿医を辞した。無二膏は古典落語の演目、松山鏡（二十四孝）の中で何につけてもよく効くものの例えとして出てくる。

## 名前の由来
同家には、良高は3歳になるまで言葉を話せなかったが、近江国富永庄で雨が降ってきた際に、「アメモル」の言葉を初めて発したことをよろこび、以来雨森姓を名乗るようになるとの伝承がある。
地名として、滋賀県長浜市高月町雨森の天川命神社に残されている伝承では、天孫降臨の地であることからついた地名の「天降里」（アモリノサト）が転じて「雨森」となったとある。
天川命神社の祭神は近江国の中臣・藤原の先祖五十八柱を祀った社で、その鎮座する地名雨森と同じ姓（雨森）の者は、藤原氏の同族とみて間違いないと、春日大社、春日文化研究所（平成10年）が発表した。

## 家紋に関して
雨森氏の家紋は、初代雨森三左衛門良高の夢に龍神が出て、橘の花を渡し目玉を書き置けば子孫に水難を除くと言われたことに由来している。以来、「橘」を本紋に、「蛇の目」を幕紋に用いるようになった。
ちなみに、キッセイ薬品工業の名前の由来は初代社長・雨森正五郎の家紋が「橘」であることに由来している。
雨森三左衛門良治（雨森姓元祖で京官蔵人少将高良の子．後に良高に改名）が父高良より自分の子の証明として与えられた薬籠（名香三種）に橘の紋が付せられていた。これを雨森氏の紋とした。との伝承がある。